# Jeronimo de Bosch

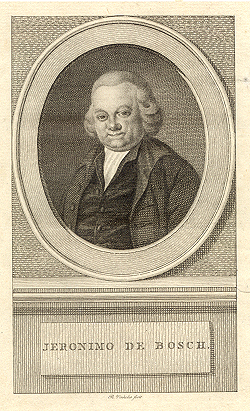
Jeronimo de Bosch.

Jeronimo (eller Hieronymus) de Bosch, född 23 mars 1740 i Amsterdam, död 1 juni 1811 i Leiden, var en nederländsk filolog och skald. Han var mormors far till Jeronimo de Bosch Kemper.
Bosch var först apotekare, därefter stadssekreterare i sin födelsestad. Han var lärjunge av Pieter Burman den yngre och en framstående latinsk skald. Förutom Poëmata (1803) utgav han Anthologia græca (bland annat Anthologia Planudea) i fyra band (1795–1810; efter hans död utkom det femte, 1822).